# Jongny
Jongny (toponimo francese) è un comune svizzero di 1 488 abitanti del Canton Vaud, nel distretto della Riviera-Pays-d'Enhaut.

## Storia

### Simboli
Nello stemma comunale, adottato nel 1924, è raffigurata la storica campana della chiesa, accompagnata dal cuore e dalle stelle, simboli dell'antica parrocchia di Corsier che comprendeva anche le località di Chardonne e di Corseaux fino al 1833 quando divennero comuni autonomi.

## Società

### Evoluzione demografica
L'evoluzione demografica è riportata nella seguente tabella:
Abitanti censiti